# 3963 Paradzhanov
3963 Paradzhanov este un asteroid din centura principală, descoperit pe 8 octombrie 1969 de Liudmila Cernîh.